# 28 janvier 1957
Le lundi 28 janvier 1957 est le 28e jour de l'année 1957.

## Naissances
- André Morency, écrivain canadien
- Harley Jane Kozak, actrice américaine
- Laurie Corbelli, joueuse américaine de volley-ball
- Levi Dexter', chanteur britannique de rock'n'roll, de rockabilly
- Mark Napier, joueur de hockey sur glace canadien
- Maurizio Damiano-Appia, égyptologue italien
- Mirjana Karanović, actrice serbe
- Nick Price, golfeur du Zimbabwe
- Roger Valley, homme politique canadien
- Vasyl Arkhypenko, athlète ukrainien
- Yôko Akitani, actrice japonaise

## Événements
- Sortie du film Godzilla
- Début de la grève de huit jours dans le cadre de la guerre d'Algérie